# Comco
Comco – prawdopodobna nazwa amerykańskich linii lotniczych przypuszczalnie operujących na zlecenie Departamentu Obrony Stanów Zjednoczonych. Nieznany jest dokładny zakres działalności firmy.

## Flota
W czerwcu 2019 Comco posiadało 2 samoloty. Średni wiek floty wynosi 23 lata. Właścicielem obydwu samolotów jest firma działająca w segmencie obronności L3 Communications (L-3 Capital LLC). Do 2016 samoloty wykorzystywane przez Comco posiadały jedynie czarny napis Comco na stateczniku pionowym. Od 2017 napis został zastąpiony przez mniej rzucającą się w oczy grafikę.
| Typ            | Ilość | Zamówiono | Uwagi |
| -------------- | ----- | --------- | ----- |
| Boeing 757-200 | 2     | –         |       |

## Wypadki i incydenty
W 2003, jeden z Boeingów 757 Comco został zmuszony do lądowania po przechwyceniu przez Indyjskie Siły Powietrzne, po tym, gdy przypadkowo wleciał w przestrzeń powietrzną Indii podczas lotu z Karaczi do Male.